# Francesco Angelico

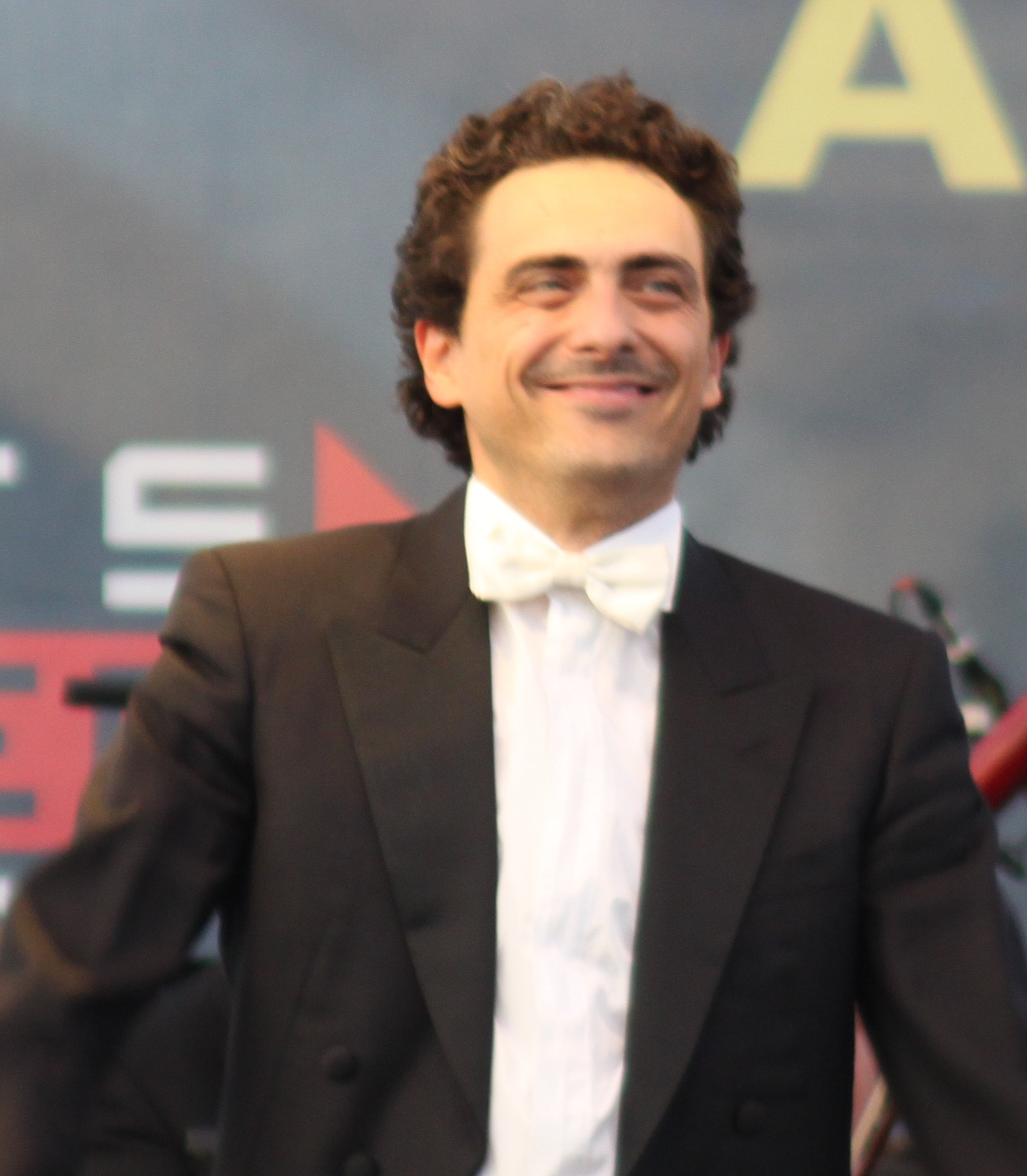
Francesco Angelico (2019)

Francesco Angelico (* 1977 in Caltagirone) ist ein italienischer Dirigent.

## Leben
Francesco Angelico wurde auf Sizilien in Caltagirone geboren. Nachdem er 2001 sein Cellostudium am Konservatorium in Modena abgeschlossen hatte, widmete er sich dem Dirigieren. Er begann seine Studien an der Musikhochschule in Lugano bei Giorgio Bernasconi und wurde dessen Assistent in der Reihe 900 Passato e presente, die sich der zeitgenössischen Musik widmet. Zusätzlich absolvierte er Meisterkurse bei Zoltán Peskó, Jorma Panula und Carlo Maria Giulini.
Mit dem Gewinn des zweiten Preises beim Nikolai-Malko-Wettbewerb 2009 machte er erstmals international auf sich aufmerksam und gastiert seitdem bei Orchestern wie dem Gewandhausorchester oder dem Tonhalle-Orchester Zürich. Von 2007 bis 2011 war er Mitglied des Dirigentenforums des Deutschen Musikrates. 2013 gab er sein Debüt an der Bayerischen Staatsoper.
Mit Beginn der Saison 2013/14 wurde Francesco Angelico Chefdirigent des Tiroler Symphonieorchesters. In der Spielzeit 2015/16 debütiert er an der Oper Köln. Am 13. Januar 2017 gab das hessische Kunstministerium bekannt, dass Francesco Angelico ab der Saison 2017/2018 als Generalmusikdirektor die Leitung des Staatsorchesters Kassel übernimmt. Ende Mai 2024 wurde bekannt, dass er das Amt des GMD niederlegt und nur noch Chefdirigent bleibt. Er wurde mit 1. Oktober 2025 zum Universitätsprofessor für Operndirigieren am Institut für Musikleitung der mdw berufen.

## Auszeichnungen
- 2009: zweiter Preis beim Nikolai-Malko-Wettbewerb (Kopenhagen)
- 2009: Rhein-Mosel-Musikpreis
- 2009: erster Deutscher Operettenpreis für junge Dirigenten der Oper Leipzig
- 2010: Music Critics’ Prize des 20. Central European Music Festivals (Slowakei)
- 2011: Deutscher Dirigentenpreis
- 2016: Österreichischer Musiktheaterpreis in der Kategorie Beste musikalische Leitung für Adriana Lecouvreur am Tiroler Landestheater[3]